# Nashville III
Nashville III (né le 30 mai 1979, mort en septembre 2007) est un étalon du stud-book Selle français, connu pour avoir été le premier cheval que Jean Rochefort a fait naître. Après une carrière internationale correcte en saut d'obstacles avec Jean-Maurice Bonneau, il est devenu reproducteur.

## Histoire
Nashville III naît le 30 mai 1979 à l'élevage de Jean Rochefort, situé dans les Yvelines. Jean Rochefort a suivi le conseil d'un éleveur lors d'un concours avec sa jument, lequel lui avait conseillé de faire pouliner sa jument en raison de ses qualités de dos. Il choisit l'étalon Laudanum sur un coup de cœur malgré son mauvais état (il le trouve boiteux au fond d'une cabane), et donne au poulain le nom de Nashville, d'après le film Nashville (1975), justifiant avoir toujours donné des noms de films à ses chevaux,,. Nashville III est confié durant la majeure partie de sa carrière à Jean-Maurice Bonneau, qui accède ainsi à une carrière internationale et participe avec lui à son premier parcours en Coupe des Nations en 1987. L'étalon concourt de nombreuses années en équipe de France. 
Il atteint un ISO (indice de saut d'obstacles) de 164 en 1988. 
Il meurt en septembre 2007. 

## Description
C'est un étalon alezan rubican, décrit comme alezan mélangé. Il mesure 1,62 m. 

## Origines
La mère de Nashville, Téfine, est une jument vendéenne, montée en concours par Jean Rochefort. Il la décrit comme dotée d'excellents aplombs, et ayant des ancêtres Cob normand. Laudanum, le père de Nashville, était alors inconnu comme étalon, s'agissant de sa première ou seconde saillie.

## Descendance
Nashville III est devenu le pilier de l'élevage de Jean Rochefort,. Il a eu de nombreux descendants, dont des poneys, en raison de sa taille relativement réduite. Durant ses années de mise à la reproduction, il saillit 168 juments, entre 1986 et 2004. Il est le père de Havane de Quincy, Verywell St George, Dashville de Sèves, Agression, Alphaville, et Negus de B’Neville. En poneys, il est père de Millefeux des Sureaux et Paddynash d’Haryns.